# Wendell (Massachusetts)
Wendell es un pueblo ubicado en el condado de Franklin en el estado estadounidense de Massachusetts. En el Censo de 2010 tenía una población de 848 habitantes y una densidad poblacional de 10,16 personas por km².

## Geografía
Wendell se encuentra ubicado en las coordenadas 42°33′23″N 72°24′26″O / 42.55639, -72.40722. Según la Oficina del Censo de los Estados Unidos, Wendell tiene una superficie total de 83.43 km², de la cual 82.47 km² corresponden a tierra firme y (1.15%) 0.96 km² es agua.

## Demografía
Según el censo de 2010, había 848 personas residiendo en Wendell. La densidad de población era de 10,16 hab./km². De los 848 habitantes, Wendell estaba compuesto por el 95.17% blancos, el 1.89% eran afroamericanos, el 0.83% eran amerindios, el 0.71% eran asiáticos, el 0% eran isleños del Pacífico, el 0.47% eran de otras razas y el 0.94% pertenecían a dos o más razas. Del total de la población el 2.36% eran hispanos o latinos de cualquier raza.